# Ashland (Mississipi)
Ashland és una població dels Estats Units a l'estat de Mississipi. Segons el cens del 2000 tenia 577 habitants.

## Demografia
Segons el cens del 2000, Ashland tenia 577 habitants, 207 habitatges, i 142 famílies. La densitat de població era de 121,7 habitants per km².
Dels 207 habitatges en un 25,6% hi vivien nens de menys de 18 anys, en un 55,1% hi vivien parelles casades, en un 11,6% dones solteres, i en un 31,4% no eren unitats familiars. En el 28,5% dels habitatges hi vivien persones soles el 17,4% de les quals corresponia a persones de 65 anys o més que vivien soles. El nombre mitjà de persones vivint en cada habitatge era de 2,23 i el nombre mitjà de persones que vivien en cada família era de 2,68.
Per edats la població es repartia de la següent manera: un 15,9% tenia menys de 18 anys, un 8,7% entre 18 i 24, un 22,5% entre 25 i 44, un 21,8% de 45 a 60 i un 31% 65 anys o més.
L'edat mediana era de 47 anys. Per cada 100 dones de 18 o més anys hi havia 87,3 homes.
La renda mediana per habitatge era de 28.088 $ i la renda mediana per família de 29.911 $. Els homes tenien una renda mediana de 24.375 $ mentre que les dones 20.455 $. La renda per capita de la població era de 14.073 $. Entorn del 14,6% de les famílies i el 19,4% de la població estaven per davall del llindar de pobresa.

## Poblacions més properes
El següent diagrama mostra les poblacions més properes.